# 소와 함께 여행하는 법
"소와 함께 여행하는 법"은 2010년에 개봉한 대한민국의 영화이다.

## 캐스팅
- 김영필 : 선호 역
- 공효진 : 현수 역
- 전국환 : 선호 부친 역
- 이용이 : 선호 모친 역
- 문창길 : 맙소사 스님 역
- 조승연 : 동자승 부 역
- 원풍연 : 우시장 경매사 역
- 안도규 : 동자승 역
- 정원조 : 민규 역
- 박혜진 : 선호 고모 역
- 고인범 : 수의사 역
- 이승연 : 문인 후배 역
- 이일섭 : 싸움소 주인 역
- 권오진 : 경운기 남 역
- 김지민 : 휴게소 아이 2 역
- 황건 : 선배 역
- 조재룡 : 조계사 친구 1 역
- 이상훈 : 한수(소) & 경찰 목소리 역
- 정세형 : 뉴스기자 목소리 역
- 박원상 : 휴게소 사내 역
- 이창한 : 농민시위대 역 (특별출연)

## 영화제 상영 및 수상 내역
- 2010년 제15회 부산국제영화제 초청 갈라 프레젠테이션
- 2011년 제47회 백상예술대상 후보 영화 여자인기상
- 2013년 제1회 순천만세계동물영화제 초청 우리 곁의 동물들